# Leader Fox
Leader Fox je česká značka jízdních kol vyráběných firmou Bohemia Bike. Značka vznikla v roce 1996. Založil ji podnikatel Pavel Müller, který již roku 1988 začínal jako opravář kol. Po sametové revoluci se stal dovozcem kol z Tchaj-wanu a Číny a od mezi lety 1993-1996 byl oficiálním dovozcem tchajwanské značky Trekking Fox. Pro neshody s thajským majitelem, který požadoval velké investice do závodního týmu a image značky, se počátkem roku 1996 Pavel Müller osamostatnil, založil firmu Bohemia Bike a značku Leader Fox. Pod touto značkou se pak v letech 1996 až 2004 dovážela kola z Číny a od roku 2004 se začaly dovážet jen komponenty a kola byla montována v České republice ve výrobně v Českých Budějovicích. Tam také v roce 2011 vznikl celý nový výrobní areál o rozloze téměř 10 km². Vedle výrobních hal jsou v něm také kanceláře, sklady dílů i sklady hotových kol a také vzorková prodejna. Probíhá tam také proces specifikace a příprava výroby modelů značky. Jedná se o jednu z největších českých výroben jízdních kol.
Leader Fox vyrábí horská, crossová a trekingová kola, dětská kola, tříkolky pro dospělé a elektrokola. Značka se prodává v České republice, ale téměř polovina produkce je vyvážena do dalších zemí Evropy, primárně na Slovensko, do Německa, Polska, Litvy, Nizozemska, Slovinska, Francie a Maďarska. Leader Fox se nezaměřuje na sportovní závodění, ale na hobby jezdce, cykloturistiku a nadšence do zdravého životního stylu. Přesto jsou kola značky Leader Fox užívány amatérskými závodníky v kategoriích MTB a XCM a v Polsku existuje amatérský závodní Leader Fox MTB Team.